# David Koch (Musiker)
David Koch (* 1988 in Sursee) ist ein Schweizer Jazzmusiker (Gitarre, Synthesizer) und Singer-Songwriter.

## Leben und Wirken
Koch wuchs als Sohn eines klassischen Flötisten auf; in seiner Jugend spielte er mit der Irish-Folk- und Klezmerband Planxty Irwin. Ausgehend vom Klezmer beschäftigte er sich mit dem Werk von John Zorn und der Musik der New Yorker Downtown-Avantgarde. Dies führte zu seinem Jazz-Studium an der Musikhochschule Luzern, wo er Unterricht bei Kurt Rosenwinkel, Gerry Hemingway und insbesondere Frank Möbus hatte; bei letzterem schloss er die Masterausbildung ab. 
Bereits seit 2008 war er langjährig Mitglied des Quartetts The Great Harry Hillman (mit Nils Fischer, Samuel Huwyler und Dominik Mahnig), mit dem er mehrere Alben veröffentlichte; ferner spielt er in der Band Vsitor mit Lea Fries und Valentin Liechti und war bis zu ihrer Auflösung Gitarrist bei der Indierockband Books on Shelves. Außerdem entwickelte er mit «The Pill» ein international beachtetes Effektpedal.
Nach internationalen Konzerttourneen realisierte Koch mit dem Album «Dormant» 2023 sein erstes Solo-Projekt, das gute Kritiken erhielt.

## Preise und Auszeichnungen
2015 gewann er mit The Great Harry Hillman den ZKB Jazzpreis. 2022 erhielt er für die Produktion von «Dormant» einen Förderbeitrag des Kantons Luzerns von 30’000 Franken.